# Budisava
Budisava (v srbské cyrilici Будисава, maďarsky Tiszakálmánfalva, německy Waldneudorf) je vesnice v srbské autonomní oblasti Vojvodina, 20 km od Nového Sadu a nedaleko obce Titel. V roce 2011 zde bylo při sčítání lidu evidováno 3656 obyvatel. Z administrativního hlediska je sídlo součástí města Novi Sad.
Budisava je jedna z obcí, která vznikla na zelené louce v 18. století během rekolonizace Dolních Uher. Poprvé je zmíněna její existence v roce 1884. Je jednou z řady plánovaně založených sídel, které mají pravoúhlou síť ulic. I když byla do obce zavedena v 19. století železnice (Železniční trať Novi Sad – Orlovat, daná do užívání roku 1899), nedošlo k narušení agrárního charakteru sídla. Po druhé světové válce došlo vlivem vysídlení místních Němců ke změně národnostního složení. V současné době je obyvatelstvo převážně srbské národnosti, zastoupena je maďarská menšina.